# Nastia Liukin
Anastasia "Nastia" Valeryevna Liukin (30 de octubre de 1989) es una gimnasta estadounidense de origen ruso.
Ha logrado la medalla de oro en los Juegos Olímpicos de Pekín 2008 en la disciplina artística individual (all around), además de tres medallas de plata y una de bronce en los ejercicios individuales por aparatos; dos medallas de oro y dos de plata en los Campeonatos del Mundo de Melbourne 2005.

## Biografía
Nastia nació en Moscú (RSFS de Rusia, Unión Soviética). Entrena habitualmente en la Academia World Olympic Gymnastics (WOGA), situada en la localidad de Plano, Texas, y está entrenada por su propio padre, el antiguo gimnasta soviético Valeri Liukin, campeón olímpico en los Juegos de Seúl 1988. Su madre es Anna Kotchneva, campeona mundial de gimnasia rítmica en 1987.

## Carrera júnior
En 2002 participó en sus primeros campeonatos de Estados Unidos en categoría júnior, donde sus compañeras de entrenamiento en el WOGA Carly Patterson y Hollie Vise fueron primera y segunda respectivamente. Nastia en cambio sufrió una caída en las paralelas asimétricas y finalizó 15.ª.
En 2003 se proclamó campeona nacional júnior en el concurso general, y ganó además las medallas de oro en barras asimétricas, barra de equilibrios y suelo. También participó en los Juegos Panamericanos de Santo Domingo, donde ganó la medalla de oro por equipos con el equipo estadounidense y fue 2.ª en el concurso general individual por detrás de su compañera Chellsie Memmel.
En 2004 revalidó su título de campeona estadounidense en categoría júnior, y también obtuvo la victoria en la división júnior del Campeonato Pacific Alliance.
Era una de las posibles integrantes del equipo estadounidense para competir en los Juegos Olímpicos de Atenas 2004, pero tenía solo 15 años y la edad mínima para participar en los Juegos era de 16. La coordinadora del equipo de EE. UU. Marta Karolyi declaró que de haber sido elegible hubiera sido seleccionada.

## Carrera profesional

### 2005-2006
En 2005 consiguió su primer gran éxito en categoría absoluta al proclamarse por vez primera campeona de EE. UU. en el concurso general, barras asimétricas y barra de equilibrios.
Fue una de las grandes estrellas de los Campeonatos del Mundo de Gimnasia de Melbourne 2005. Nastia ocupaba la primera posición al término de la ronda preliminar. En el concurso general individual mantuvo un duelo muy reñido con su compañera de equipo Chellsie Memmel, que finalmente se hizo con la medalla de oro, mientras Nastia Liukin debió conformarse con la plata. La diferencia entre ambas en la clasificación fue de solo una milésima de punto (37.824 por 37.823), siendo una de las competiciones más igualadas y emocionantes en la historia de la gimnasia, a excepción de los mundiales de 1985, donde las soviéticas Yelena Shushunova y Oksana Omelianchik compartieron la medalla de oro.

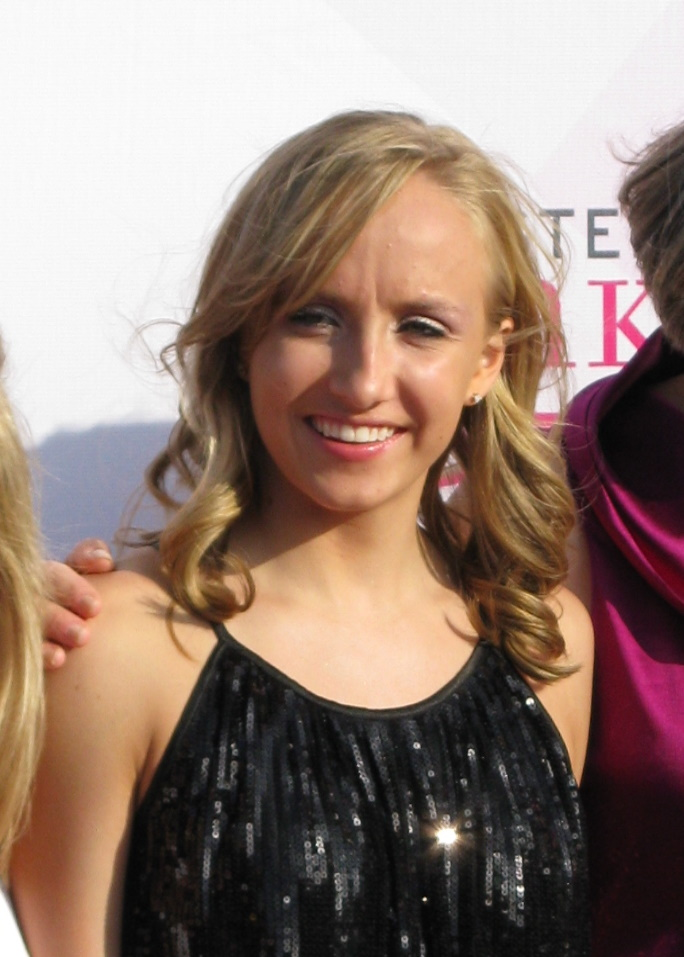

En las finales por aparatos Nastia consiguió desquitarse en parte, ganando el oro en barras asimétricas y viga de equilibrio, en ambas por delante de Memmel. También ganó la plata en suelo, por detrás de su compatriota Alicia Sacramone.
En el Campeonato Pacific Alliance de 2006 quedó empatada en la primera posición del concurso general con Chellsie Memmel. En esta competición consiguió además las medallas de oro por equipos y en paralelas asimétricas, además de la plata en barra de equilibrios. En los campeonatos de Estados Unidos, celebrados a finales de agosto, revalidó sus títulos en el concurso general, paralelas asimétricas y barra de equilibrios.
En los Campeonatos del Mundo de Århus 2006, celebrados en octubre, era una de las favoritas para luchar por el título individual. Sin embargo debido a una lesión en un tobillo mientras entrenaba solo compitió en el aparato de paralelas asimétricas. Colaboró para que Estados Unidos ganara la medalla de plata por equipos y fue 2.ª en la final de este aparato tras la británica Beth Tweddle.

### 2007
En julio de 2007 volvió a competir después de tener que someterse una cirugía a causa de una lesión en el tobillo. Liukin participó en los Pan American Games en la prueba por equipos y en las finales de viga de equilibrio y asimétricas. Contribuyó en la medalla de oro conseguida por el equipo estadounidense y consiguió dos medallas de plata individuales, una en asimétricas y otra en barra.
En agosto participó en el U.S. National Championship. A pesar del poco tiempo de preparación que había tenido a causa de la lesión, Liukin decidió competir en el circuito completo. Consiguió clasificarse tercera por detrás de sus compañeras Shawn Johnson y Shayla Worley.
Después de participar en el campeonato nacional, Liukin fue llamada por el equipo nacional para participar en el Mundial de Gimnasia artística de Stuttgart, Alemania. Nastia compitió en la final por equipos, en el circuito individual y en las finales individuales de barras asimétricas y viga de equilibrio. Consiguió dos medallas de oro (en la final por equipos y en la final de viga de equilibrio) y una medalla de plata (en la final de barras asimétricas). No pudo, sin embargo, subir al podio en la final individual debido a un mal ejercicio de barra.

### 2008
La primera competición en la que participó Liukin en 2008 fue en la American Cup celebrada en Nueva York donde se clasificó la primera en el circuito individual.
En marzo formó parte del equipo estadounidense que participó en el Pacific Rim Championships celebrado en San José. Consiguió la medalla de oro en la final por equipos, la medalla de oro en la final individual, la medalla de oro en viga de equilibrio y la medalla de plata en barras asimétricas.
En el campeonato nacional celebrado en Boston, Liukin tuvo una caída en su ejercicio de suelo que condenó a la segunda plaza del circuito individual, por detrás de Shawn Johnson, a pesar de las grandes actuaciones que hizo en los demás eventos. Además, también consiguió las medallas de oro en las finales individuales de viga de equilibrio y barras asimétricas.
En junio de 2008 participó en los Olympic Trials (pruebas para seleccionar al equipo olímpico) celebrados en Philadelphia. Terminó la competición individual en segunda posición por detrás de Shawn Johnson. Además, se clasificó quinta en salto, primera en asimétricas, tercera en viga de equilibrio y segunda en suelo. Nastia Liukin fue seleccionada como una de las gimnastas que formarían parte del equipo olímpico para participar en los Juegos de Pekín.

#### Juegos Olímpicos Pekín 2008

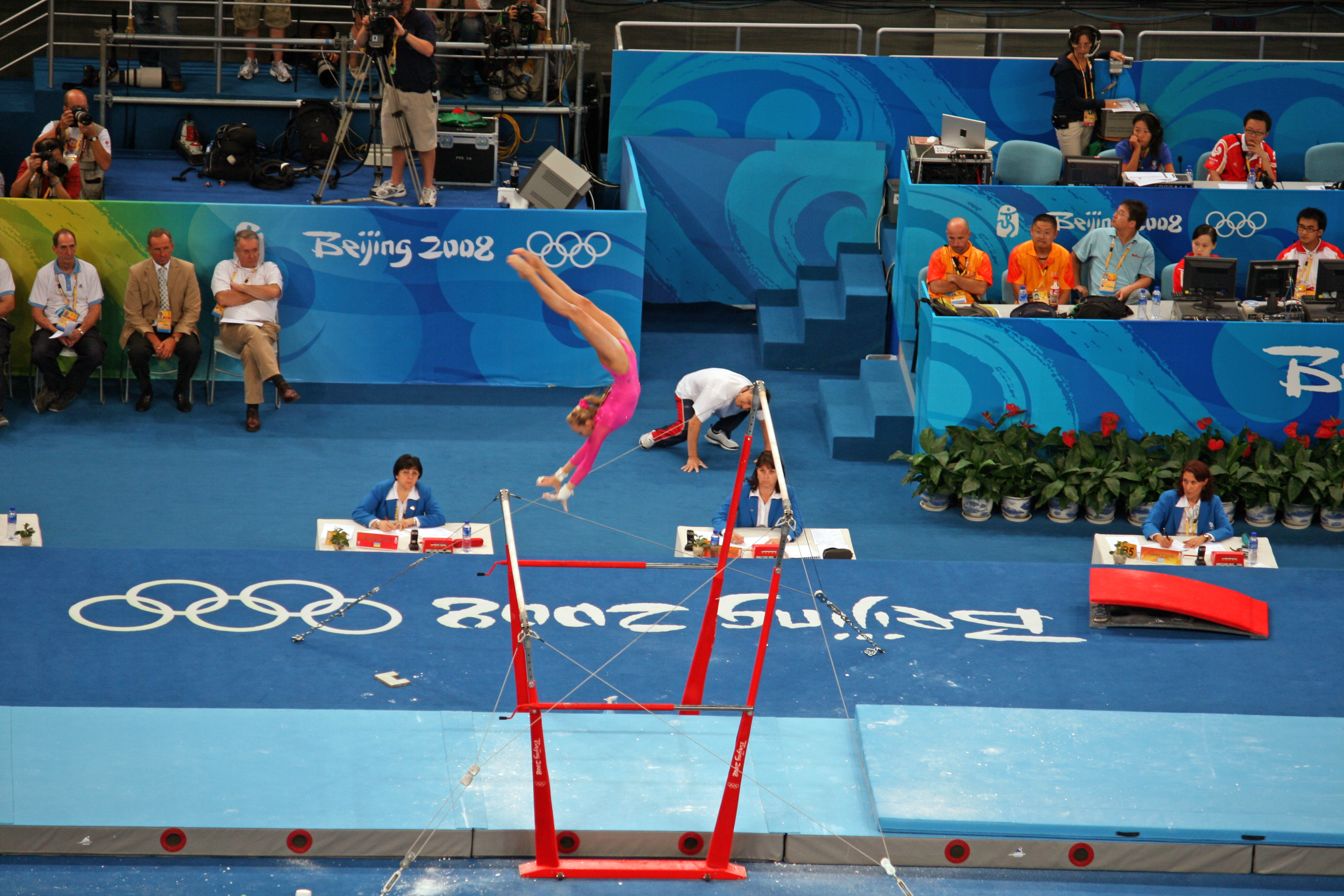
Anastasia Liukin en el ejercicio de barras asimétricas

En agosto de 2008 Liukin participó en los Juegos Olímpicos de Pekín formando parte del equipo femenino de gimnasia artística de Estados Unidos junto a Shawn Johnson, Alicia Sacramone, Chellsie Memmel, Samantha Peszek y Bridget Sloan. Consiguió clasificarse para la final individual pese a una caída en las barras asimétricas. Se clasificó segunda por detrás de su compañera Shawn Johnson con una puntuación de 62.375. Además, también se clasificó para la final de viga de equilibrio, la de barras asimétricas, la de suelo y la de equipo.
En la final por equipos, Liukin realizó los ejercicios de barras asimétricas -obteniendo una puntuación de 16.900, la nota más alta conseguida en unos Juegos Olímpicos hasta la fecha-, el de barra de equilibrio -con una puntuación de 15.975- y el de suelo -con una puntuación de 15.200-. Junto a sus compañeras consiguió la medalla de plata por equipos por detrás de las anfitrionas, el equipo chino.
El 15 de agosto ganó la medalla de oro en la final del circuito individual con una puntuación total de 63.325 por delante de su compañera Shawn Johnson. Liukin obtuvo una puntuación de 15.025 en la prueba de salto, 16.650 en barras asimétricas, 16.125 en viga de equilibrio y 15.525 en el ejercicio de suelo. Liukin se convirtió en la tercera gimnasta olímpica estadounidense en conseguir el título de campeona olímpica después de que lo hubiesen hecho Mary Lou Retton en 1984 y Carly Patterson en 2004.
El 17 de agosto participó en la final de suelo donde consiguió la medalla de bronce con una puntuación de 15.425 por detrás de la rumana Sandra Izbasa y su compañera Shawn Johnson. El 18 de agosto participó en la final de barras asimétricas y consiguió la medalla de plata con una puntuación de 16.725. El 19 de agosto ganó su quinta medalla olímpica al clasificarse segunda en la final de viga de equilibrio con una puntuación de 16.025 por detrás de Shawn Johnson.

### 2009
La primera aparición en un a competición de Liukin después de los Juegos Olímpicos fue en el CoverGirl Classic donde solamente realizó la prueba de barra de equilibrio. Consiguió la segunda puntuación más alta por detrás de Ivana Hong. Más tarde también participó en el Campeonato Nacional en la prueba de barra de equilibrio, donde se clasificó cuarta. Fue llamada por el equipo nacional para la preparación para el mundial de ese año, pero finalmente, Liukin decidió no competir debido a que consideró que su nivel no era el adecuado para participar en unos Mundiales.

### 2012
Después de unos meses de entrenamiento, Liukin decidió volver a intentar conseguir un puesto en el equipo nacional. Para que su petición fuese aceptada necesitaba conseguir una puntuación igual o superior a 14.0 en una prueba individual en algún campeonato clasificatorio. En mayo de 2012 participó en el U.S. Classic y consiguió una puntuación de 14.9 en la barra de equilibrio. Más tarde participó en el Visa Championships donde, a pesar de no conseguir unos excelentes resultados, fue escogida para participar en los Olympic Trials.
Liukin participó en los Olympic Trials de 2012 donde no consiguió una plaza para el equipo de gimnasia artística femenino que participaría en los Juegos Olímpicos de Londres. Tuvo una caída en las barras asimétricas que la condenó a la décima posición en ese aparato. También consiguió clasificarse séptima en el ejercicio de barra.

## Retirada
Después de su mala actuación en las pruebas de selección del equipo olímpico, Liukin decidió poner final a su carrera como deportista de élite.
En otoño de 2012 participó en el Kellogg's Tour de Gimnasia junto a los equipos olímpicos de ese año. En 2016 repitió experiencia junto a su compañera de equipo en los Juegos de 2008 Shawn Johnson.

## Vida privada
En mayo de 2016 se graduó en Gestión deportiva y psicología por la Universidad de Nueva York.
En junio de 2015 se comprometió con su pareja, el jugador de hockey Matt Lombardi. Se separaron a finales de 2018.